# Пулс-Коув
Пулс-Коув (англ. Pool's Cove) — містечко в Канаді, у провінції Ньюфаундленд і Лабрадор.

## Населення
За даними перепису 2016 року, містечко нараховувало 193 особи, показавши зростання на 6,0%, порівняно з 2011-м роком. Середня густина населення становила 73,1 осіб/км².
З офіційних мов обидвома одночасно не володів жоден з жителів, тільки англійською — 190.
Працездатне населення становило 42,9% усього населення, рівень безробіття — 33,3% (0% серед чоловіків та 83,3% серед жінок). 93,3% осіб були найманими працівниками, а 0% — самозайнятими.

## Клімат
Середня річна температура становить 4,8°C, середня максимальна – 19,6°C, а середня мінімальна – -10,4°C. Середня річна кількість опадів – 1 696 мм.
| Клімат поселення                              | Клімат поселення | Клімат поселення | Клімат поселення | Клімат поселення | Клімат поселення | Клімат поселення | Клімат поселення | Клімат поселення | Клімат поселення | Клімат поселення | Клімат поселення | Клімат поселення | Клімат поселення |
| Показник                                      | Січ.             | Лют.             | Бер.             | Квіт.            | Трав.            | Черв.            | Лип.             | Серп.            | Вер.             | Жовт.            | Лист.            | Груд.            |                  |
| Середній максимум, °C                         | −0,39            | −0,75            | 2,25             | 6,85             | 11,53            | 15,85            | 18,92            | 19,59            | 15,77            | 10,89            | 6,13             | 1,44             |                  |
| Середня температура, °C                       | −5,21            | −5,59            | −2,58            | 2,04             | 6,71             | 11,03            | 15,41            | 16,05            | 12,23            | 7,37             | 2,59             | −2,11            |                  |
| Середній мінімум, °C                          | −10,01           | −10,39           | −7,4             | −2,78            | 1,90             | 6,21             | 11,87            | 12,53            | 8,71             | 3,83             | −0,93            | −5,63            |                  |
| Норма опадів, мм                              | 164              | 154              | 134              | 133              | 115              | 130              | 119              | 107              | 165              | 154              | 164              | 157              |                  |
| Середньомісячна швидкість вітру, м/с          | 8.60             | 7.93             | 7.47             | 6.59             | 5.60             | 5.08             | 4.84             | 5.03             | 5.76             | 6.69             | 7.65             | 8.33             |                  |
| Середньомісячна сонячна радіація, кДж/м²·день | 3970             | 6902             | 10870            | 14175            | 17486            | 19112            | 18648            | 15993            | 12083            | 7342             | 4206             | 3073             |                  |
| --------------------------------------------- | ---------------- | ---------------- | ---------------- | ---------------- | ---------------- | ---------------- | ---------------- | ---------------- | ---------------- | ---------------- | ---------------- | ---------------- | ---------------- |
| Джерело:                                      |                  |                  |                  |                  |                  |                  |                  |                  |                  |                  |                  |                  |                  |